# Обранець
«Обранець» — радянський художній фільм 1991 року, знятий режисером Михайлом Калатозішвілі.

## Сюжет
За романом Проспера Меріме «Матео Фальконе». Сюжет Меріме перенесено на грузинський ґрунт за часів Громадянської війни. 1921 рік. У мирі та спокої живе з дружиною та сином селянин Джуна. Врівноважене життя селян порушує прихід у село Червоної армії.

## У ролях
- Автанділ Махарадзе — Джуна
- Нінель Чанкветадзе — мати Гігі, дружина Джуна
- Лариса Гузєєва — комісар
- Лука Хундадзе — Гіга, син Джуна
- Майя Багратіоні — Мар'ямула
- Георгій Маргвелашвілі — роль другого плану
- Лео Антадзе — селянин
- Придон Гуледані — роль другого плану
- Гурам Мгалоблішвілі — людина, яка ховалась
- Давид Ахобадзе — роль другого плану
- Гогі Миротадзе — роль другого плану
- Нугзар Перошвілі — роль другого плану
- Каха Толордава — священик
- Гіві Цікарідзе — роль другого плану

## Знімальна група
- Режисер — Михайло Калатозішвілі
- Сценаристи — Давид Ахобадзе, Михайло Калатозішвілі
- Оператор — Арчіл Ахвледіані
- Композитор — Зураб Надарая
- Художник — Тамара Поцхішвілі